# 舒瓦西城堡

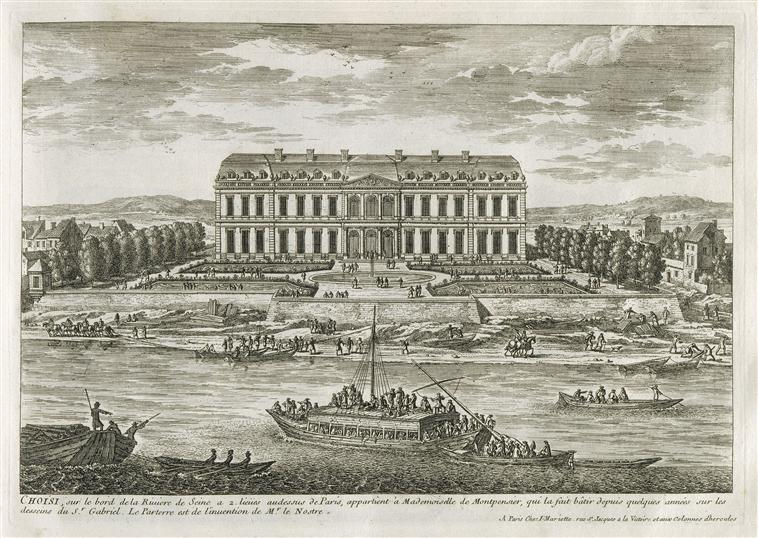
約17世紀時的舒瓦西城堡

48°45′N 2°30′E / 48.750°N 2.500°E
舒瓦西城堡（法語：Château de Choisy）是法國王室的城堡之一，位於馬恩河谷省的舒瓦西勒魯瓦。法國大革命之後，這座城堡年久失修，後在19世紀逐漸被拆除。